# A Taste of Honey (band)
A Taste of Honey is een Amerikaanse band met voornamelijk discogeoriënteerde muziek.

## Geschiedenis
De band ontstond in 1970 en was in die tijd een trio. Toen Hazel Payne in 1976 bij de band kwam, speelde A Taste of Honey op een bruiloft waar producers Larry en Fonze Mizell (broers) de band opmerkte. Ze werden ondergebracht bij platenmaatschappij Capitol Records.
Ze brachten in 1978 hun eerste studioalbum A Taste of Honey uit, waarvan de single Boogie Oogie Oogie een nummer 1-hit werd. Hun tweede album Another Taste deed het niet goed, maar met productionele hulp van George Duke brachten ze hun derde album Twice as Sweet uit, met de hits Sukiyaki en Rescue Me.
In 1982 verscheen het vierde album Ladies of the Eighties, waarvan de Smokey Robinson-cover I'll Try Something New een bescheiden hit werd; daarna viel de band uit elkaar. Janice Marie Johnson ging alleen verder en bracht de albums One Taste of Honey en Hiatus of the Heart uit. 
In 2004 traden Johnson en Payne (tegenwoordig toneelactrice) weer samen op in twee televisiespecials. In 2007 vond het Divas of Disco-concert plaats; A Taste of Honey deelde het podium met Linda Clifford, Thelma Houston, France Joli en CeCe Peniston (in de jaren 90 doorgebroken).  
Johnson, van Mohikaanse afkomst, werd in 2008 in de Native American Music Association Hall of Fame opgenomen.  
Gitariste Suzanne 'Minnie' Thomas (60) kwam op 15 juni 2015 te overlijden.

## Discografie
Albums
- A Taste of Honey (1978)
- Another Taste (1979)
- Twice as Sweet (1980
- Ladies of the Eighties (1982)